# قارچ کدوفانوسی
قارچ کدوفانوسی (نام علمی: Omphalotus olearius) نام یک گونه از راسته قارچ‌های تیغک‌دار است.